# Die Regeln von Floor
Die Regeln von Floor (Originaltitel: De Regels van Floor) ist eine niederländische Kinderfernsehserie. Die Serie basiert auf der gleichnamigen Kinderbuchreihe von Marjon Hoffman, die auch für das Drehbuch verantwortlich war. Die Sendung startete in den Niederlanden am 8. April 2018 auf NPO 3. Die deutschsprachige Erstausstrahlung erfolgte am 2. September 2019 auf KiKA.

## Handlung
Die Hauptfiguren der Serie sind die zu Beginn der Serie zehnjährige Floor, ihr älterer Bruder Kees, ihre Eltern Irma und Jan sowie Floors beste Freundin Margreet. In jeder Episode wird eine mehr oder weniger alltägliche Situation aus der Schule oder dem Familienleben präsentiert, die Floor und ihre Familie mit teils skurrilen Lösungswegen meistern. Zu jeder Situation bzw. Serienfolge wird von Floor dazu eine entsprechende Regel formuliert.

## Rezeption
Im Jahr 2020 wurde Die Regeln von Floor mit dem International Emmy Kids Award ausgezeichnet. Beim niederländischen Cinekid-Festival erhielt die Serie 2018 einen Jury- sowie 2019 einen Publikumspreis.

## Synchronisation
Die deutschsprachige Synchronisation der Serie übernahm die Studio Hamburg Synchron GmbH unter der Leitung von Marlene Opitz.
| Rolle    | Darsteller     | Deutscher Sprecher   |
| -------- | -------------- | -------------------- |
| Floor    | Bobbie Mulder  | Katharina Minde      |
| Kees     | Ole Kroes      | Henry Pomrehn        |
| Irma     | Elisa Beuger   | Katharina von Keller |
| Jan      | Ferdi Stofmeel | Jens Wendland        |
| Margreet | Romy Voll      | Lilith Gebauer       |